# Erax salomon
Erax salomon là một loài ruồi trong họ Asilidae. Erax salomon được Macquart miêu tả năm 1838.